# Pjetër Gaci
Pjetër Gaci (ur. 27 marca 1931 we wsi Shtiraj okręg Szkodra, zm. 27 marca 1995 w Szkodrze) – albański muzyk, skrzypek i kompozytor. 

## Życiorys
Uczył się w klasie muzycznej szkoły artystycznej Jordan Misja w Tiranie, pod kierunkiem Ludovika Naraciego. W 1956 ukończył studia w konserwatorium w Moskwie, po powrocie do kraju stał się w albańskiej muzyce jednym z pionierów kompozycji skrzypcowych. Początkowo prowadził zajęcia z nauki gry na skrzypcach, a następnie został dyrektorem cyrku w Tiranie, by następnie rozpocząć współpracę ze Studiem Filmowym Nowa Albania (alb. Kinostudio Shqiperia e Re), gdzie komponował muzykę filmową. Uczył także w Liceum Artystycznym Jordan Misja w Tiranie. Od 1976 mieszkał w Szkodrze, gdzie prowadził zajęcia z uczniami średniej szkole muzycznej im. Prenka Jakovy.
W jego dorobku kompozytorskim najbardziej znane są pieśni: Për ty atdhe (Dla ciebie, Ojczyzno), Gryka e Kaçanikut (Przełęcz Kaczanik), Valle simfonike nr. 1 oraz Valle simfonike nr. 2, a także kantata O moj Shqipni, e mjera Shqipni. Skomponował także muzykę do dwóch oper: Nasza ziemia (alb. Toka jone, 1981) i Górnicy (Minatoret).
W 1989 został uhonorowany Orderem Naima Frashëriego I kl. i tytułem Artysty Ludu (Artist i Popullit). Imieniem Gaciego nazwano konkurs muzyczny, który od 2001 odbywa się corocznie w Szkodrze, szkołę podstawową w Szkodrze i jedną z ulic w Durrësie.

## Twórczość

### Muzyka filmowa
- 1963: Detyre e posacme
- 1968: Prita
- 1974: Shpërthimi
- 1975: Kur hiqen maskat
- 1984: Gjurme ne debore

### Utwory muzyczne
- 1975: Koncert për violinë dhe orkestër
- 1977: Valle simfonike Nr.1
- 1980: Koncert për violinë e orkestër, violinë e piano
- 1980: Koncertino : për violinë e piano
- 1986: Pjesë për violinë e piano : për shkollat e muzikës